# Байкан
Байкан (тур. Baykan) — город и район в провинции Сиирт (Турция).

## История
Район был образован 20 мая 1938 года. В 1949 году он получил своё современное название.